# 朱建民 (1952年)
朱建民（1952年—），祖籍江蘇省宿遷縣南澗村，1952年出生於台灣省高雄縣鳳山鎮。目前定居台灣台北，曾任華梵大學校長，現任東方人文學術研究基金會董事長、中國哲學會理事長、台灣朱子學研究協會理事長、朱氏宗親文教基金會名譽董事長、中華生態資訊暨環境教育協會名譽理事長。

## 生平
1975年、1979年先後畢業於國立台灣大學哲學系學士班、哲學研究所碩士班。曾從學黃振華先生、方東美先生、唐君毅先生，並在牟宗三先生指導下，以北宋理學家張橫渠為題，完成碩士論文。1983年就讀美國南伊利諾大學哲學研究所博士班，在艾慕士（Morris Eames）教授指導下，以實用主義為題，完成博士論文。
1986年至2006年任教於國立中央大學，歷任共同學科主任（負責全校通識教育）、哲學研究所所長、文學院院長、學生事務長、主任秘書、總教學中心主任委員。離職後，被聘為中大終身榮譽教授。2006年至2010年，於東吳大學哲學系擔任客座教授。離任後，被聘為東吳大學端木愷講座教授。

## 学术研究
在專業研究方面，早期以宋明理學為主，代表作有《張載思想研究》一書；中期則以實用主義為主，代表作有《探究與真理》、《實用主義：科學與宗教的融會》、《詹姆士》、《普爾斯》；後期以應用倫理學為主，代表作有《儒家的管理哲學》、《應用倫理與現代社會》。為推動相關研究，於1994年創立應用倫理研究中心，稍後創辦應用倫理研究通訊季刊。此外，尚出版《懷德海》、《人間的悲劇與喜劇》、《理則學》、《知識論》等書，編有《第一屆管理與哲學研討會論文集》、《第三屆管理與哲學研討會論文集》，譯有柯普斯登《西洋哲學史》第五卷第一部、艾慕士《實用自然主義導論》等書。

## 教育改革
在高等教育方面，自1986年開始參與台灣通識教育工作，1994年參與創立通識教育學會，2004年參與創立通識經典讀書會，2005年參與創辦通識在線雙月刊。歷任教育部通識教育訪評私立綜合大學組召集人、教育部推動大學基礎教育計畫整合組召集人、教育部通識教育巡迴講座計畫總主持人，並曾任台灣數十所大學通識教育委員，協助各校推動通識教育。適逢台灣近年高等教育重大變革，歷任教育部高等教育永續發展委員會委員、教育部教學卓越計畫考評委員、高等教育評鑑中心基金會諮詢委員。